# Paryż-Roubaix 2009
107. edycja kolarskiego wyścigu Paryż-Roubaix odbyła się 12 kwietnia 2009 roku. Kolarze mieli do przejechania 259 km. Start wyścigu odbył się w Compiègne pod Paryżem a meta w Roubaix.
Na trasie miał miejsce poważny wypadek. Około 60 kilometrów przed metą, na końcu jednego z ponad dwudziestu brukowanych odcinków, oficjalny motocykl wyścigu wjechał w grupę kibiców. Rannych zostało 16 osób. Wyścig, którego trasa tradycyjnie prowadziła w sporej części (łącznie 53 kilometry) po brukowanych, wąskich odcinkach i polnych drogach, obfitował w kraksy, w której uczestniczył również późniejszy triumfator i inicjator decydującej o losach wyścigu ucieczki na 46 km przed metą Tom Boonen. Ostatnie 15 kilometrów Boonen przejechał już samotnie, a konkurentom w pościgu przeszkodziły kraksy. W pierwszej przewrócili się Flecha i Hoste, w drugiej - Thor Hushovd, który wpadł na bandę reklamową.
Zwyciężył, podobnie jak przed rokiem Belg Tom Boonen z grupy Quick Step, który wygrał ten wyścig po raz trzeci. W wyścigu startowało dwóch Polaków - Marcin Sapa i Maciej Bodnar ukończyli "Piekło Północy", ale na bardzo odległych pozycjach.

## Wyniki
| Lp  | Zawodnik            | Państwo   | Drużyna               | Czas      |
| --- | ------------------- | --------- | --------------------- | --------- |
| 1   | Tom Boonen          | Belgia    | Quick Step            | 6h 15'53" |
| 2   | Filippo Pozzato     | Włochy    | Team Katusha          | + 47"     |
| 3   | Thor Hushovd        | Norwegia  | Cervélo TestTeam      | + 1' 17"  |
| 4   | Leif Hoste          | Belgia    | Davitamon-Lotto       | + 1' 17"  |
| 5   | Johan Van Summeren  | Belgia    | Davitamon-Lotto       | + 1' 22"  |
| 6   | Juan Antonio Flecha | Hiszpania | Rabobank              | + 2' 14"  |
| 7   | Heinrich Haussler   | Niemcy    | Cervélo TestTeam      | + 3' 13"  |
| 8   | Sylvain Chavanel    | Francja   | Quick Step-Innergetic | + 3' 15"  |
| 9   | Manuel Quinziato    | Włochy    | Liquigas              | + 5' 00"  |
| 10  | Matti Breschel      | Dania     | Team CSC              | + 5' 29"  |
| 89  | Marcin Sapa         | Polska    | Lampre                | + 17' 36" |
| 101 | Maciej Bodnar       | Polska    | Liquigas              | + 19' 51" |